# Ammophilomima truncata
Ammophilomima truncata là một loài ruồi trong họ Asilidae. Ammophilomima truncata được Martin miêu tả năm 1973. Loài này phân bố ở miền Ấn Độ - Mã Lai.